# Auditori de Tenerife
L'Auditori de Tenerife "Adán Martín" és obra de l'arquitecte Santiago Calatrava Valls. És a l'Avinguda de la Constitució de la capital canària, Santa Cruz de Tenerife (Illes Canàries, Espanya), i al costat de l'oceà Atlàntic a la part sud del Port de Santa Cruz de Tenerife. Un dels elements més destacables n'és l'estampa de la vela alada simulant un vaixell, que s'ha convertit en un dels símbols de l'illa.

## Història
Les obres van començar el 1997 i es van acabar el 2003. Va ser inaugurat el 26 de setembre d'aquest any amb la presència de Felip de Borbó, príncep d'Astúries, i va ser també visitat per l'ex-president dels Estats Units, Bill Clinton. L'edifici s'enquadra dins dels postulats de l'arquitectura tardomoderna de final del segle xx.

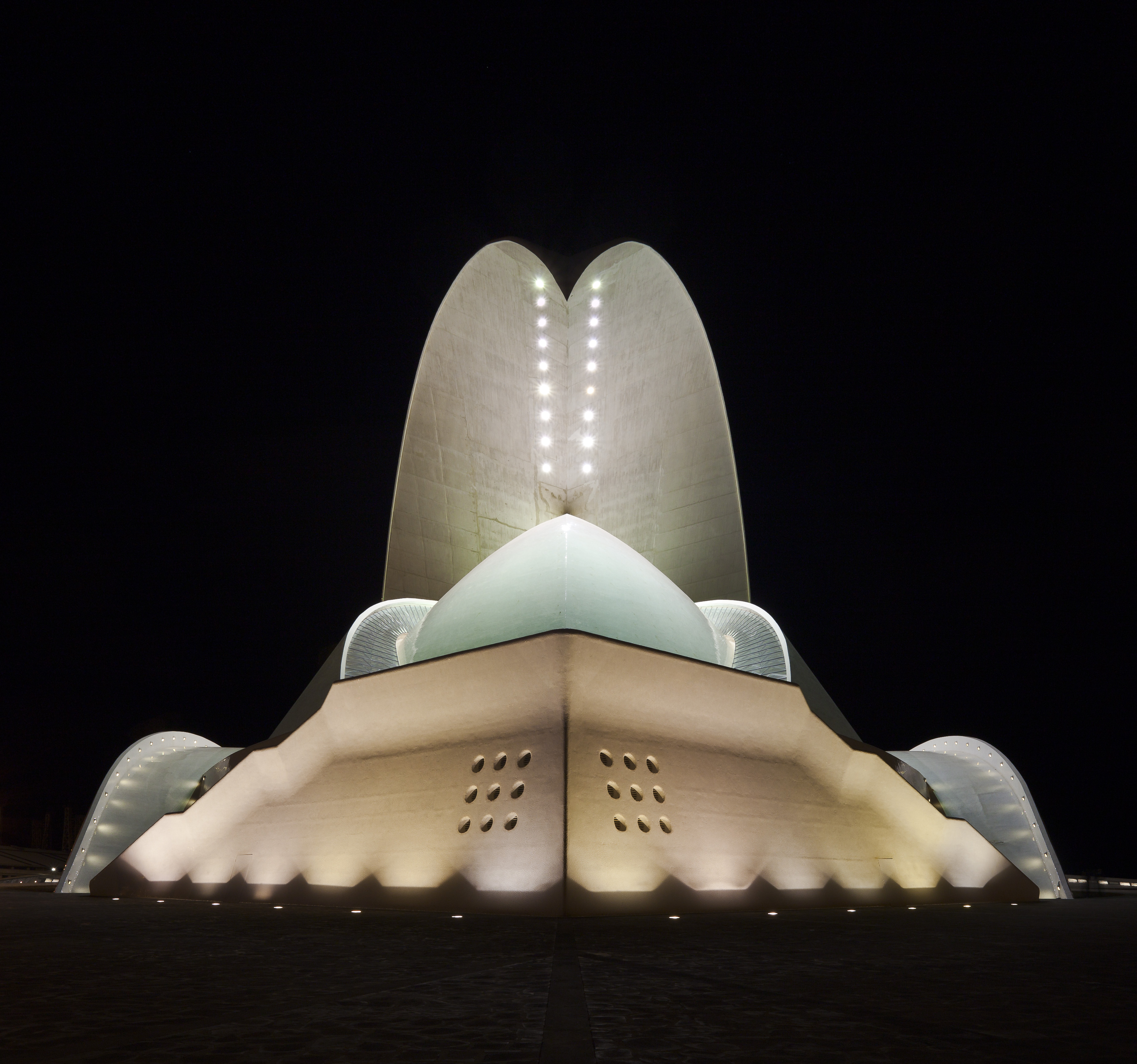
Auditori de Tenerife de nit.

El modern perfil de l'auditori ha fet que el Cabildo de Tenerife el consideri un dels emblemes més singulars de la ciutat de Santa Cruz i de l'illa de Tenerife. A més el març de 2008 el servei postal de Correus va emetre sis segells amb les obres més emblemàtiques de l'arquitectura espanyola i hi va incloure l'auditori causa de la seva singularitat. És l'edifici més modern de Canàries i una de les atraccions turístiques de Tenerife.